# ظهرة الربح (حزم العدين)

تعديل مصدري - تعديل

ظهرة الربح محلة تابعة لقرية المجاهدة، التابعة لعزلة المجاهدة بمديرية حزم العدين إحدى مديريات محافظة إب في الجمهورية اليمنية، بلغ تعداد سكانها 180 حسب تعداد اليمن لعام 2004.